# Enrico Assi
Enrico Assi (* 19. Juli 1919 in Vimercate, Provinz Monza und Brianza, Italien; † 16. September 1992 in Cremona) war Bischof von Cremona.

## Leben
Enrico Assi empfing am 29. Mai 1943 durch den Erzbischof von Mailand, Alfredo Ildefonso Kardinal Schuster OSB, das Sakrament der Priesterweihe für das Erzbistum Mailand. 1962 wurde Assi Propst in Lecco.
Am 7. Dezember 1975 ernannte ihn Papst Paul VI. zum Titularbischof von Frequentium und bestellte ihn zum Weihbischof in Mailand. Der Erzbischof von Mailand, Giovanni Kardinal Colombo, spendete ihm am 6. Januar 1976 die Bischofsweihe; Mitkonsekratoren waren die Mailänder Weihbischöfe Ferdinando Maggioni und Luigi Oldani. Als Weihbischof war Enrico Assi Moderator der Diözesankurie. 
Am 26. Mai 1983 ernannte ihn Papst Johannes Paul II. zum Bischof von Cremona.
Sein Grab befindet sich in der Krypta des Domes von Cremona.